# Lijst van Sloveense autosnelwegen en expreswegen

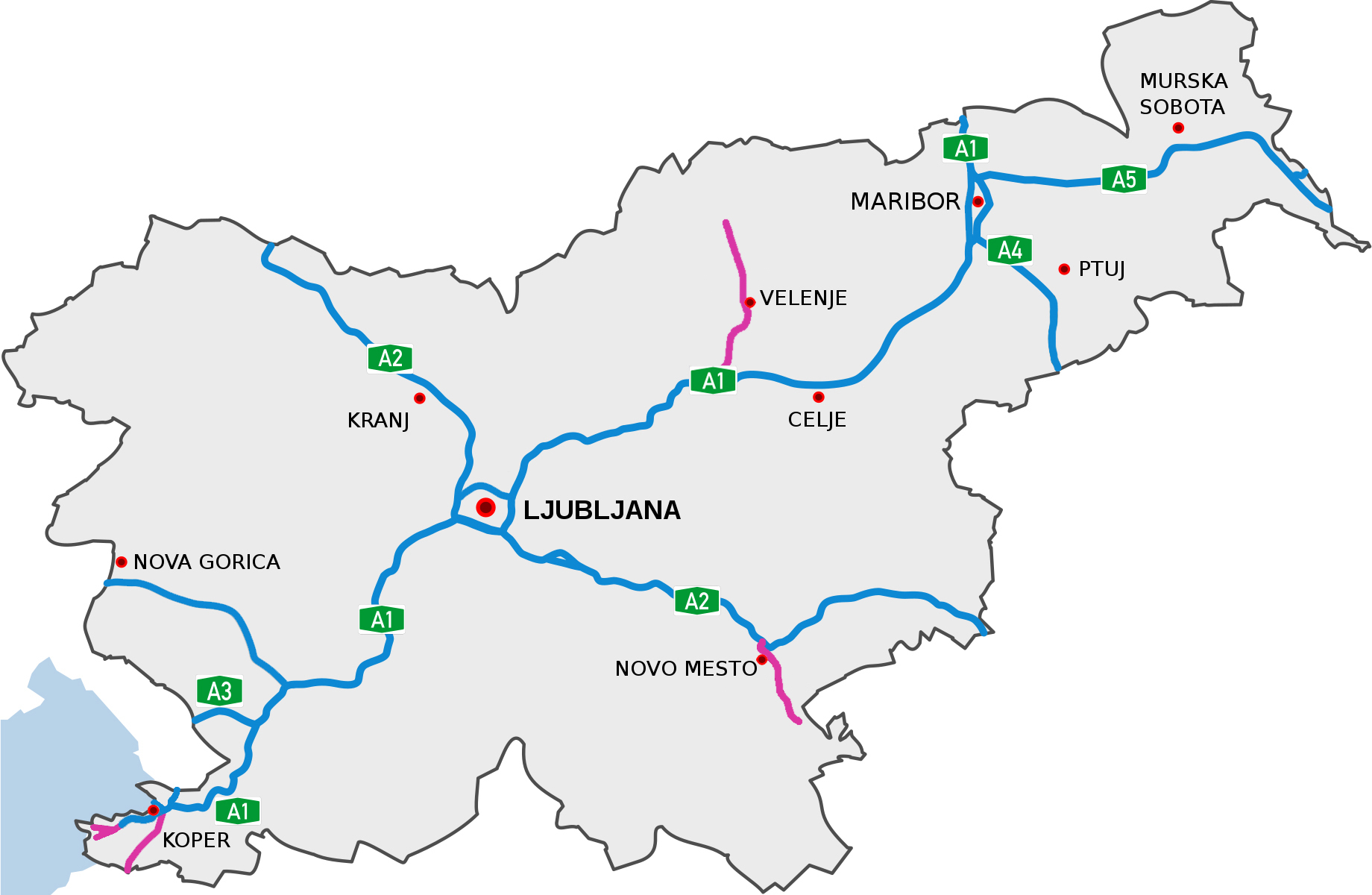
Kaart met Sloveense autosnelwegen

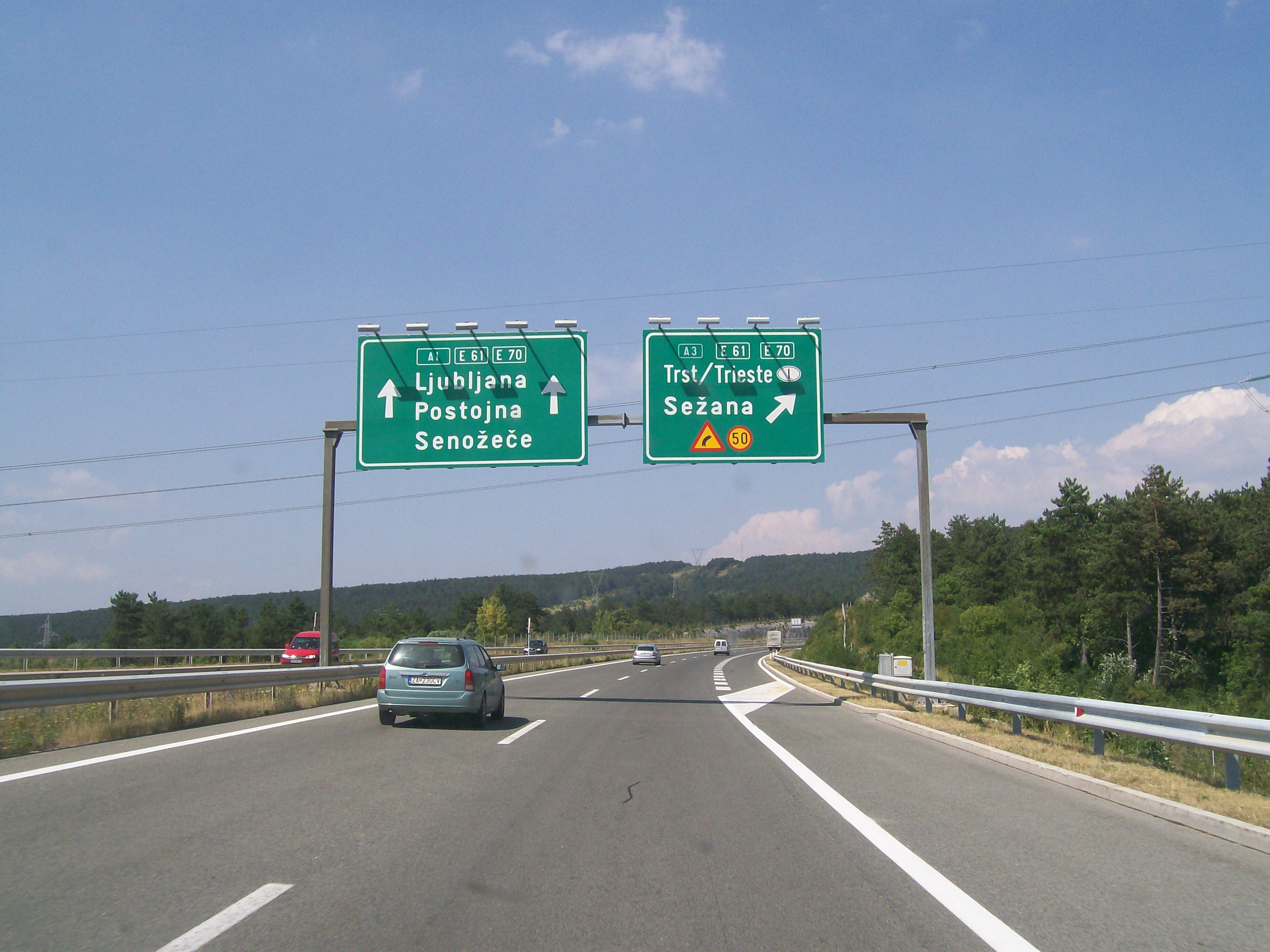
De A1 en de A3

Slovenië heeft een klein aantal autosnelwegen. De belangrijkste snelwegen zijn de A1, die vanaf de grens met Oostenrijk bij Šentilj tot aan de kustplaats Koper loopt en de A2 die vanaf de Karawankentunnel via Ljubljana naar de Kroatische grens bij Novo mesto loopt. De maximumsnelheid op de Sloveense autosnelwegen bedraagt 130 km/h. 
Sinds 1 juli 2008 is er een speciaal wegenvignet ingevoerd. Het voeren van dit vignet is verplicht voor motorfietsen en auto's bij gebruik van autowegen en snelwegen. Voor toeristen is er een vignet met een geldigheidsduur van 1 week beschikbaar voor 16 euro. Sinds 2021 zijn de kleefvignetten vervangen door een digitaal vignet dat werkt met nummerplaatherkenning.

## Autosnelwegen
| Schild | Nummer | Traject                                                                                      | Lengte |
| ------ | ------ | -------------------------------------------------------------------------------------------- | ------ |
|        | A1     | Oostenrijk - Šentilj - Maribor - Celje - Ljubljana - Postojna - Koper                        | 236 km |
|        | A2     | Oostenrijk - Karawankentunnel - Kranj - Ljubljana - Trebnje - Novo mesto - Obrežje - Kroatië | 175 km |
|        | A3     | Divaca (A1) - Sežana - Fernetiči - Italië                                                    | 12 km  |
|        | A4     | Maribor - Ptuj - Gruškovje - Kroatië                                                         | 34 km  |
|        | A5     | Maribor - Murska Sobota - Pince - Hongarije                                                  | 85 km  |

## Expreswegen
Naast een snelwegennetwerk kent Slovenië ook nog een aantal expreswegen waar de maximumsnelheid tot 100 km/h beperkt is. Deze expreswegen zijn vergelijkbaar met de Nederlandse autowegen, maar kennen gescheiden rijbanen. Expreswegen worden in Slovenië aangeduid met het een hoofdletter H voor Hitra cesta.   
| Schild | Nummer | Traject                                               | Lengte |
| ------ | ------ | ----------------------------------------------------- | ------ |
|        | H1     | Omgebouwd tot A2                                      |        |
|        | H2     | Pesnica (A1) - Maribor                                | 10 km  |
|        | H3     | Noordelijke ringweg van Ljubljana                     |        |
|        | H4     | Razdrto (A1) - Ajdovščina - Vrtojba - Italië          | 41 km  |
|        | H5     | Italië - Škofije - Koper - Piran - Portorož - Kroatië |        |
|        | H6     | Koper - Izola - Portorož                              | 14 km  |
|        | H7     | Dolga vas (A5) - Hongarije                            | 3 km   |